# Жаппаров, Амангельды Тулеутаевич
Амангельды Тулеутаевич Жаппаров (3 мая 1964) — советский борец вольного стиля, обладатель Кубка мира в команде.

## Спортивная карьера
В марте 1983 года в американском Анахайме стал победителем первенства мира среди молодёжи в весовой категории до 52 кг. В марте 1984 года в Толидо (США) на Кубке мира в индивидуальном зачёте в весовой категории до 52 кг. стал бронзовым призёром, а в команде победителем.

## Спортивные результаты
- Первенство мира среди молодёжи по вольной борьбе 1983 — ;
- Кубок мира по борьбе 1984 — ;
- Кубок мира по борьбе 1984 (команда) — ;